# 普法栏目剧
《普法栏目剧》是中国中央电视台社会与法频道自2011年4月18日起播出的一档栏目剧形式的法制宣传电视节目，节目将真实法律案例拍摄为通俗易懂的短剧，并加入主持人评说，使观众更易于接受。“普法栏目剧”亦被代指中国大陆同类法制栏目剧的节目形式。